# Rie Briejer

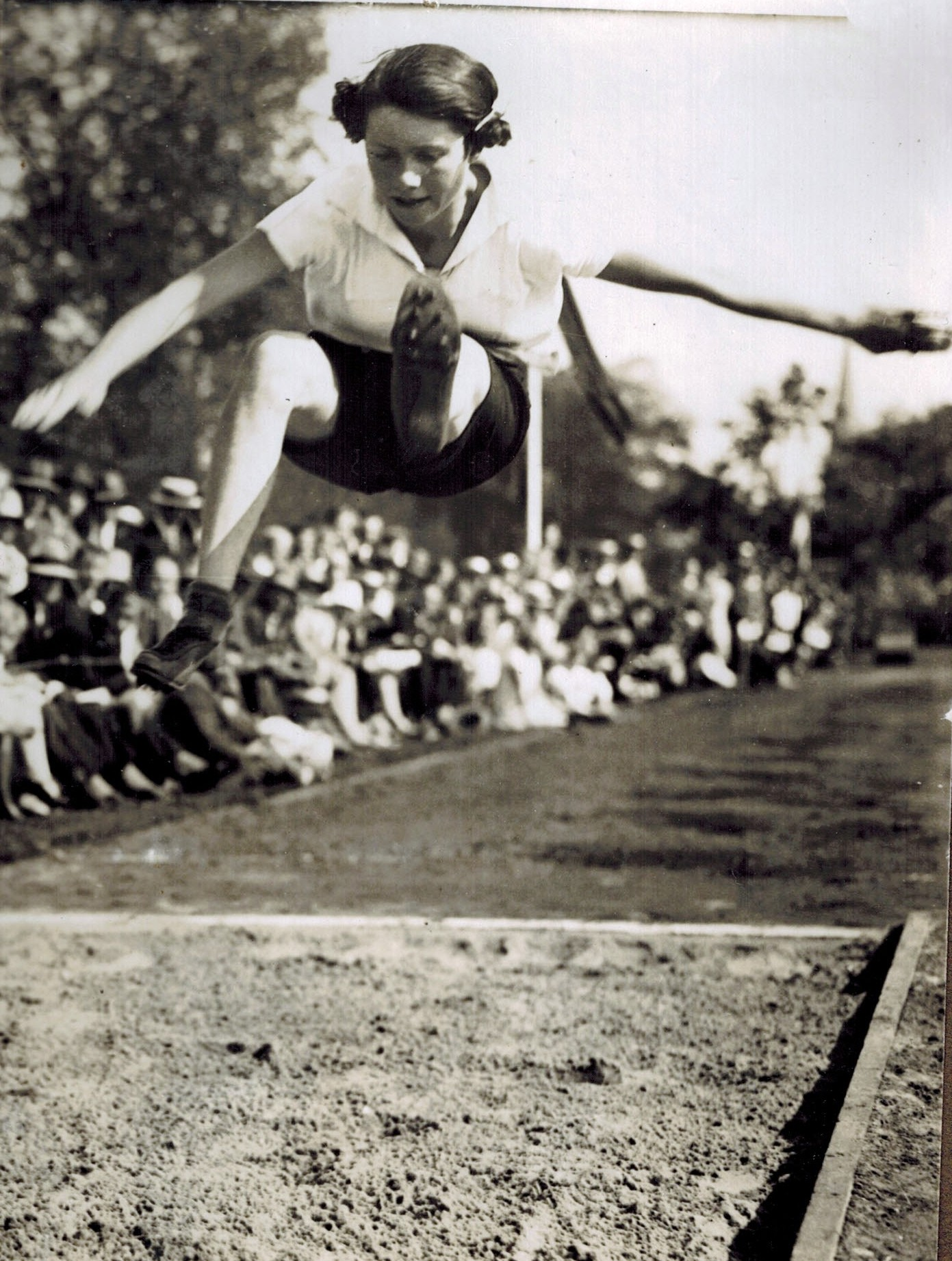
Rie Briejer

Rie Briejer (eigentlich Maria Wilhelmina Briejer, verheiratete Jutte; * 10. März 1910 in Leiden; † 11. Juli 1999 in Den Haag) war eine niederländische Sprinterin und Weitspringerin.
Bei den Olympischen Spielen 1928 in Amsterdam wurde sie Fünfte in der 4-mal-100-Meter-Staffel und schied über 100 m im Vorlauf aus.
Siebenmal wurde sie Niederländische Meisterin im Weitsprung (1927–1931, 1935, 1936) und einmal über 100 m (1927).

## Persönliche Bestleistungen
- 100 m: 12,3 s, 3. September 1932, Amsterdam
- Weitsprung: 5,57 m, 18. September 1932, Amsterdam